# Medyka (gmina)
Medyka – gmina wiejska w województwie podkarpackim, w powiecie przemyskim. W latach 1975–1998 gmina położona była w województwie przemyskim.
Siedziba gminy to Medyka.
Według danych z 30 czerwca 2004 gminę zamieszkiwało 6060 osób.
1 stycznia 1977 z gminy Medyka włączono do Przemyśla część wsi Hureczko (37 ha).

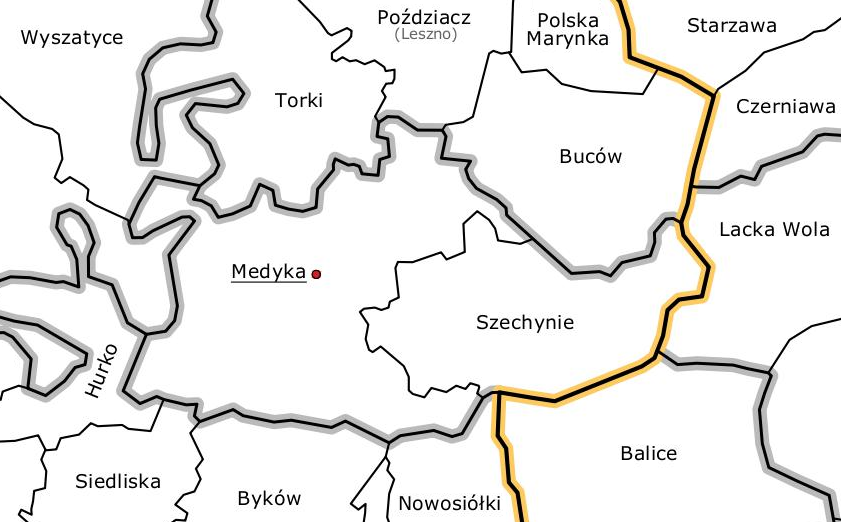
Gmina Medyka w 1934 roku

## Struktura powierzchni
Według danych z roku 2002 gmina Medyka ma obszar 60,67 km², w tym:
- użytki rolne: 82%
- użytki leśne: 1%

Gmina stanowi 5% powierzchni powiatu.

## Demografia

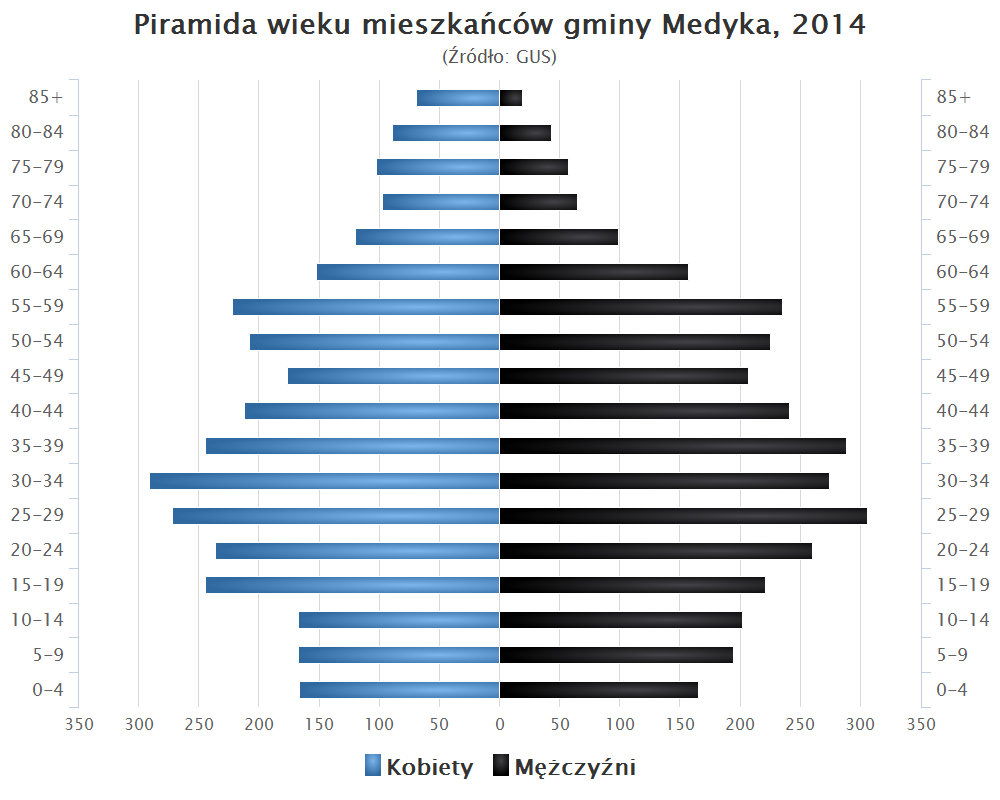
Piramida wieku mieszkańców gminy Medyka w 2014 roku

Dane z 30 czerwca 2004:
| Opis                              | Ogółem | Ogółem | Kobiety | Kobiety | Mężczyźni | Mężczyźni |
| --------------------------------- | ------ | ------ | ------- | ------- | --------- | --------- |
| jednostka                         | osób   | %      | osób    | %       | osób      | %         |
| populacja                         | 6060   | 100    | 3062    | 50,5    | 2998      | 49,5      |
| gęstość zaludnienia (mieszk./km²) | 99,9   | 99,9   | 50,5    | 50,5    | 49,4      | 49,4      |

## Sołectwa
Hureczko, Hurko, Jaksmanice, Leszno, Medyka, Siedliska, Torki.

## Sąsiednie gminy
Przemyśl, Przemyśl (miasto), Stubno, Żurawica. Gmina sąsiaduje z Ukrainą.